# Porphyrius

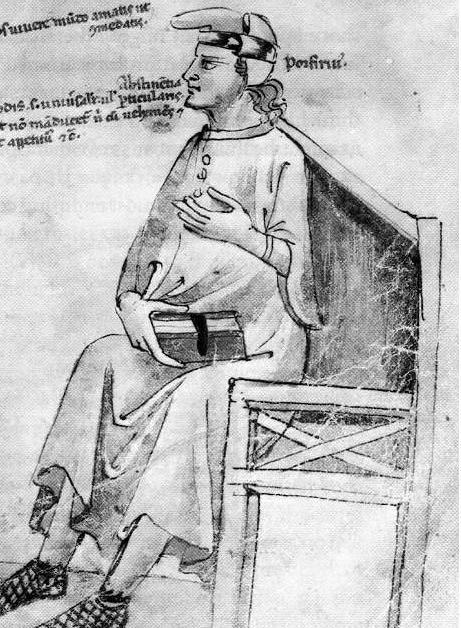
Porphyrius

Porphyrius (Grieks: Πορφύριος) (Tyrus, ca. 234 – Rome (?), 305) was een neoplatoons Grieks filosoof uit Tyrus. Het grootste deel van zijn actieve leven bracht hij in Rome door.
Zijn leraar in Athene, Cassius Longinus gaf hem de naam Porphyrius, dat "gekleed in het purper" (ofwel 'koning' net als zijn originele naam Malchos, in het Grieks Basileus) betekent. Na 262 vertrok hij naar Rome, waar hij een leerling van Plotinus werd. Zijn leven en werk werd in ruime mate beïnvloed door zijn leermeester.
Porphyrius was meer een man van de wetenschap dan een oorspronkelijk filosoof. Op ethisch vlak was hij ascetisch ingesteld: hij onthield zich van vlees en seksuele omgang.
Een belangrijk werk van Porphyrios was zijn commentaar op de werken van Plato en Aristoteles. In tegenstelling tot zijn leraar Plotinus, de grondlegger van het neoplatonisme, bekritiseerde hij het Organon, de logische geschriften van Aristoteles niet, maar aanvaardde hij de aristotelische logica en integreerde hij deze in zijn platonisme. Zijn harmonisatie van de leer van Plato en die van Aristoteles was baanbrekend voor het latere neoplatonisme. Zijn inleiding (Isagoge) in de aristotelische logica was in de late oudheid en in de middeleeuwen een buitengewoon invloedrijk standaardwerk over de logica.
Porphyrius werd ook bekend als tegenstander van het christendom en Bijbelcriticus. Zijn omvangrijke pamflet "Tegen de christenen" trok grote aandacht. Hij baseerde zijn kritiek niet alleen op filosofische overwegingen, maar voerde als pionier van de historisch-filologische Bijbelkritiek ook historische en filologische argumenten tegen het christendom aan.

## Leven
Over het leven van Porphyrius staan verschillende aanwijzingen in zijn werk. Ook bestaat er een biografie die rond het jaar 400 werd geschreven. Deze biografie maakt deel uit van de bibliografieverzameling, "Leven van de filosofen en de sofisten", die door Eunapius van Sardis werd geschreven. Eunapius had deze kennis uit de geschriften van Porphyrius; hij had zeer waarschijnlijk nog toegang tot werken van de filosoof die vandaag de dag verloren zijn gegaan.
Porphyrius was van Syrische afkomst en heette oorspronkelijk, net als zijn vader Malik (gehelleniseerd Malkos of Malchos), wat in zijn Fenicische moedertaal 'koning' betekent. Daarom werd hij later ook in het Grieks "Koning" (Basileus) genoemd. Zijn geboortestad was Tyrus. In 263 was hij dertig jaar oud. Logischerwijze moet hij dus in 233 zijn geboren.
Hij kwam in 'het tiende jaar van Gallienus' regering' (263), vergezeld door Antonius van Rhodos, vanuit Griekenland in Rome aan, waar Gentilianus Amelius al achttien jaar de leerling van Plotinus was. Plotinus was toen 59 jaar. Plotinus was tien jaar eerder (vanaf 253) met het opschrijven van zijn voordrachten begonnen en zo waren er 21 traktaten ontstaan. Porphyrius bleef zes jaar bij Plotinus en gedurende die periode schreef Plotinus nog 24 traktaten. Toen Porphyrius wegens een depressie in Lilybaeum in Sicilië verbleef, werden er, in 'het eerste jaar van Claudius Gothicus', nog 5 traktaten door Plotinus naar hem gestuurd. Het jaar daarop, kort voor Plotinus' overlijden (270), volgden er nog vier, zodat er in totaal 54 traktaten waren, die door Porphyrius dertig jaar na de dood van zijn leermeester als de Enneaden (zesmaal een 'negental') werden uitgegeven.
Volgens Porphyrius bereikte Plotinus tijdens zijn leven viermaal vereniging met 'het Ene'. Zelf bereikte Porphyrius naar eigen zeggen eenmaal deze staat, op zijn achtenzestigste. Deze eenwording met de oorsprong (God) was het uiteindelijke doel van de filosofie.

## Werk
- Porphyrius gaf het werk van Plotinus uit (in 6 reeksen van 9, de "Enneaden" genoemd).
- Ook schreef hij een biografie van Plotinus, een van Pythagoras, en commentaren op verschillende werken van Plato en Aristoteles.
- De grot van de nimfen
- Over de onthouding van dierlijk voedsel
- Hij schreef de Isagoge, een inleiding op het werk de categorieën van Aristoteles. Dit boek, de Isagoge, was invloedrijk in de middeleeuwse receptie van Aristoteles. Uit dit werk zijn vooral de drie vragen omtrent Universalia belangrijk, die Porphyrius zelf niet beantwoordt. Deze vragen zijn:

1. Bestaan genera en species in de werkelijkheid?
2. Als ze in de werkelijkheid bestaan, zijn ze dan lichamelijk of onlichamelijk?
3. Als ze onlichamelijk zijn bestaan ze dan alleen in de geest of ook daarbuiten?

- Ook is Porphyrius de auteur van een omvangrijk strijdschrift Tegen de Christenen. Het werk werd door de kerkelijke overheid vernietigd in 448, maar toch zijn er fragmenten van bewaard.
- Porphyrius bestudeerde de astrologie. Een naar hem genoemd systeem van astrologische huizen wordt ook in de 21e eeuw nog steeds gehanteerd.

## Nederlandse vertalingen
- De grot van de nimfen. Over een passage uit de Odyssee van Homerus, vert. C. Verhoeven, 1984
- Leven en leer van Pythagoras, vert. H.W.A. van Rooijen-Dijkman, 1987
- Porphyrius (en Hermippus) over de indaling van de ziel, vert. J.A.G. Ruijling, 2008

## Voetnoten
1. ↑  De gebruikelijke geboortedata variëren van 232 tot 234, Richard Goulet pleit voor 234. Le système chronologique de la Vie de Plotin. in: Luc Brisson e.a. (red.): Porphyre: La Vie de Plotin, deel 1, Parijs 1982, blz. 187–227, hier: 207–211.

- Bibsys: 90232756
- Biblioteca Nacional de España: XX4660437
- Bibliothèque nationale de France: cb120084710 (data)
- Catàleg d'autoritats de noms i títols de Catalunya: 981058521783506706
- CiNii: DA01320095
- Gemeinsame Normdatei: 118595873
- International Standard Name Identifier: 0000 0001 2136 3853
- Library of Congress Control Number: n81124456
- Nationale Bibliotheek van Letland: 000110327
- Bibliotheek van het Japanse parlement: 01111940
- Nationale Bibliotheek van Tsjechië: jn19981002020
- Nationale bibliotheek van Australië: 35781985
- Nationale Bibliotheek van Israël: 987007266787405171
- Nationale Bibliotheek van Polen: a0000001185652
- Nationale en Universitaire bibliotheek Zagreb: 000086216
- Nederlandse Thesaurus van Auteursnamen: 069343241
- Réseau des bibliothèques de Suisse occidentale: 02-A000132291
- Istituto Centrale per il Catalogo Unico: CFIV014076
- LIBRIS: 258866
- SNAC: w6qc05c4
- Système universitaire de documentation: 027435873
- Trove: 1084828
- Union List of Artist Names: 500372796
- Virtual International Authority File: 64016141
- WorldCat: E39PCjK97bykQW3pYVMP3vyfdP